# Yauheni Zalaty
Yauheni Zalaty (in bielorusso Яўгеній Залаты?; 9 settembre 1999) è un canottiere bielorusso. 
Ha vinto una medaglia d'argento nel singolo alle Olimpiadi di Parigi del 2024 gareggiando come atleta neutrale individuale .

## Carriera
Ha vinto una medaglia d'argento ai Campionati mondiali di canottaggio juniores del 2017 a Trakai , in Lituania.
Ha vinto la finale B ai Campionati mondiali di canottaggio del 2023 nel singolo maschile. 
Ha vinto il bronzo nel singolo alla Coppa del Mondo di canottaggio II del 2024 a Lucerna , in Svizzera, nel maggio 2024. 
Gli è stata concessa la selezione per competere alle Olimpiadi estive del 2024 a Parigi come atleta neutrale individuale nel luglio 2024, nonostante la sospensione della federazione bielorussa.  
Ha gareggiato nel singolo e ha vinto una medaglia d'argento. 